# 체사레 롬브로소

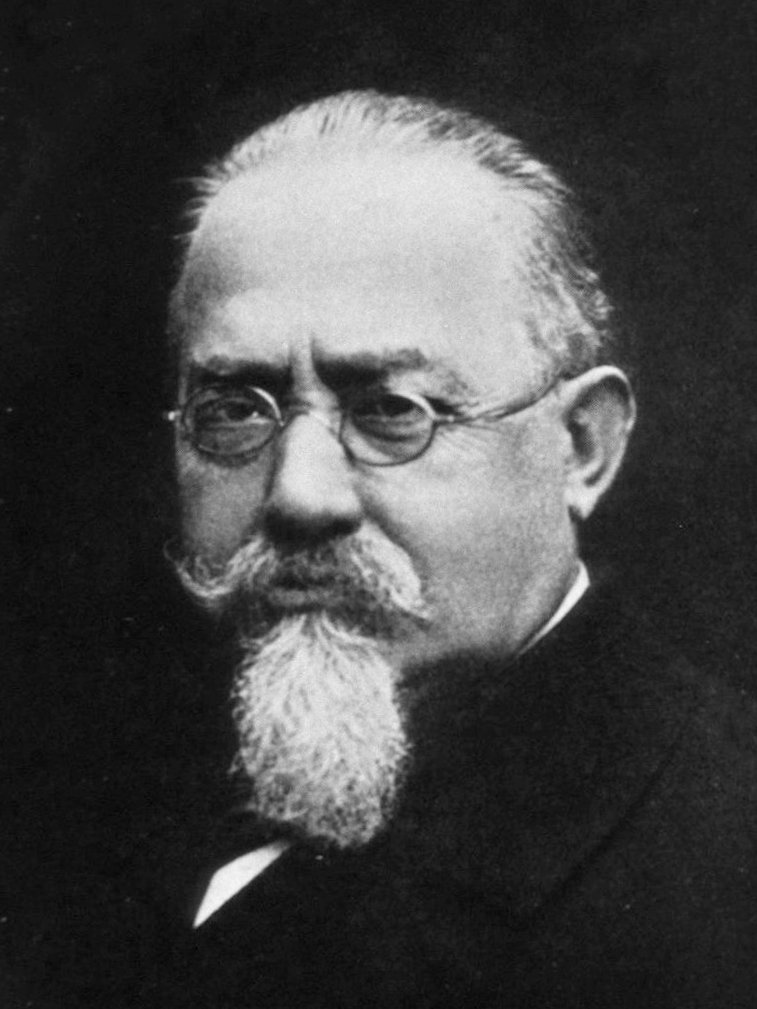
체사레 롬브로소

체사레 롬브로소(이탈리아어: Cesare Lombroso, 1835년 11월 6일 ~ 1909년 10월 19일)는 19세기 이탈리아의 범죄학자, 법의학자, 범죄인류학자이다. 베로나 출신으로, 세계 최초로 범죄인의 성격을 연구하였다.